# 城子街道
城子街道，是中华人民共和国北京市门头沟区下辖的一个乡镇级行政单位。

## 行政区划
城子街道下辖以下地区：
市场社区、桥东街社区、城子大街社区、民生社区、城子西街社区、七棵树东街社区、车站街社区、商场社区、广场社区、向阳社区、兴民大街社区、七棵树西街社区、矿桥东街社区、西宁路社区、华新建社区、新老宿舍社区和蓝龙家园社区。